# انتونیو والرو (بازیکن فوتبال، زاده ۱۹۷۱)
انتونیو والرو (انگلیسی: Antonio Valero؛ زادهٔ ۱۸ ژوئن ۱۹۷۱) بازیکن فوتبال اهل اسپانیا است.